# Iwan Alexandrowitsch Sawizki
Iwan Alexandrowitsch Sawizki (russisch Иван Александрович Савицкий, englische Transkription Ivan Savitskiy; * 6. März 1992 in Grosny) ist ein ehemaliger russischer Radrennfahrer.

## Karriere
Iwan Sawizki wurde 2009 Weltmeister und Europameister in der Mannschaftsverfolgung der Junioren. 2012 ging er zu RusVelo und fuhr drt vor allem in dessen Bahnradteam. Im gleichen Jahr kam der Europameistertitel in der Mannschaftsverfolgung der U23-Klasse hinzu. Außerdem errang er Bronze im Madison bei der Veranstaltung. 2013 gewann er den Bahnrad-Weltcup im mexikanischen Aguascalientes in der Mannschaftsverfolgung. Bei den russischen Bahnradmeisterschaften wurde Sawizki nationaler Champion im Madison und in der Mannschaftsverfolgung.
2014 wechselte er zu Russian Helicopters. Zudem wurde er russischer Meister im Straßenradrennen der U23. Mitte des Jahres 2015 fuhr Sawizki wieder für RusVelo, dieses Mal aber für das Straßenteam. Auf Anhieb gewann er den Gesamtsieg plus drei Etappensiege bei der Serbien-Rundfahrt. Einen weiteren Erfolg feierte er beim chinesischen Etappenrennen Tour of Qinghai Lake, einem Straßenradrennen der Hors-Kategorie. 2016 bestritt er den Giro d’Italia, seine erste Grand Tour. Er beendete sie als 104. Bei der Slowakei-Rundfahrt 2017 holte er einen Etappensieg.
Nach der Saison 2017 löste Sawizki einvernehmlich den Vertrag mit Gazprom-RusVelo auf, nachdem bei ihm im Oktober 2017 Nierenkrebs diagnostiziert wurde. Ein Versuch, 2018 ins Team zurückzukehren, scheiterte aufgrund körperlicher Beeinträchtigungen. Mit der Saison 2018 endete seine Karriere als Radrennfahrer.

## Erfolge

### Straße
2013
- Nachwuchswertung Baltic Chain Tour

2014
- Russischer Meister – Straßenrennen (U23)

2015
- zwei Etappen und Punktewertung Grand Prix of Sochi
- eine Etappe Tour of Kuban
- Gesamtwertung, drei Etappen und Punktewertung Serbien-Rundfahrt
- eine Etappe Tour of Qinghai Lake

2017
- eine Etappe Slowakei-Rundfahrt

### Bahn
2009
- Weltmeister – Mannschaftsverfolgung (Junioren)
- Weltmeisterschaft – Einzelverfolgung (Junioren)
- Europameister – Mannschaftsverfolgung (Junioren)
- Europameisterschaft – Einzelverfolgung (Junioren)

2012
- U23-Europameister – Mannschaftsverfolgung (mit Matwei Subow, Nikolai Zurkin und Wiktor Manakow)
- U23-Europameisterschaft – Punktefahren

2013
- Bahnrad-Weltcup Aguascalientes – Mannschaftsverfolgung
- U23-Europameisterschaft – Zweier-Mannschaftsfahren (mit Andrei Sazanow)
- Russischer Meister – Mannschaftsverfolgung
- Russischer Meister – Madison

## Grand-Tour-Platzierungen
| Grand Tour            | 2016 | 2017 |
| --------------------- | ---- | ---- |
| Giro d’ItaliaGiro     | 104  | DNF  |
| Tour de FranceTour    | –    | –    |
| Vuelta a EspañaVuelta | –    | –    |